# Серхіо Леон
Серхіо Леон (ісп. Sergio León, нар. 6 січня 1989, Пальма-дель-Ріо) — іспанський футболіст, нападник клубу «Леванте».

## Ігрова кар'єра
Народився 6 січня 1989 року в місті Пальма-дель-Ріо. Вихованець футбольної школи клубу «Реал Бетіс». З 2008 року залучався до складу третьої команди клубу, а з наступного року — до складу його другої команди. Провівши 2010 року одну гру чемпіонату за основну команду «Бетіса», залишив клуб, протягом першої половини 2010-х років змінив декілька нижчолігових команд.
2015 року став гравцем «Ейбара», згодом захищав кольори «Осасуну» та повертався до рідного «Бетіса».
Влітку 2019 року уклав трирічний контракт з «Леванте».